# Eumelea
Eumelea är ett släkte av fjärilar. Eumelea ingår i familjen mätare.

## Bildgalleri

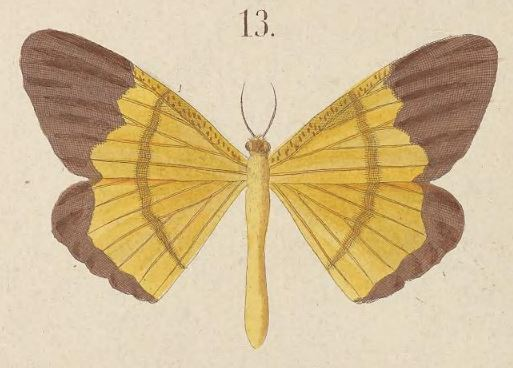
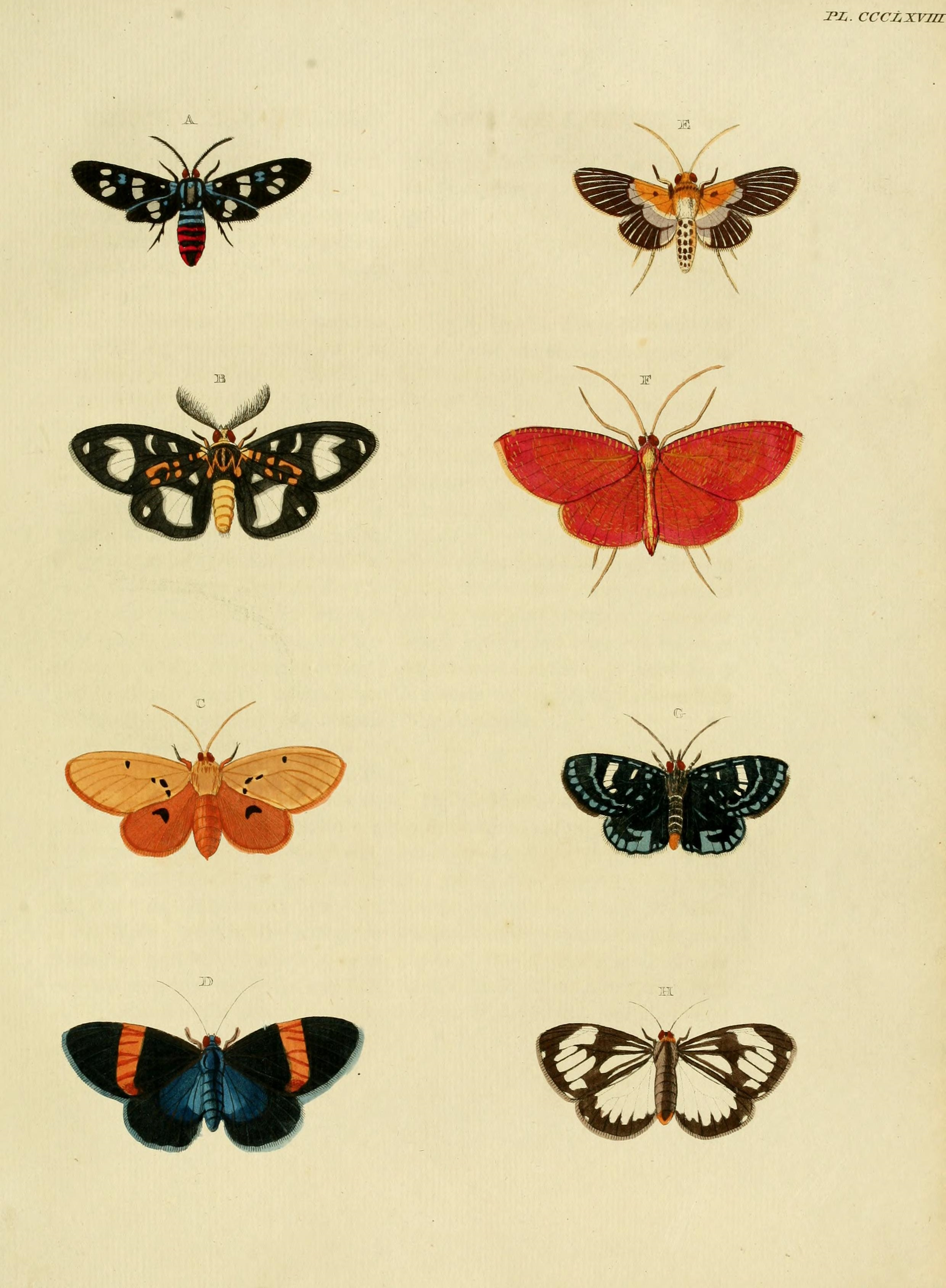
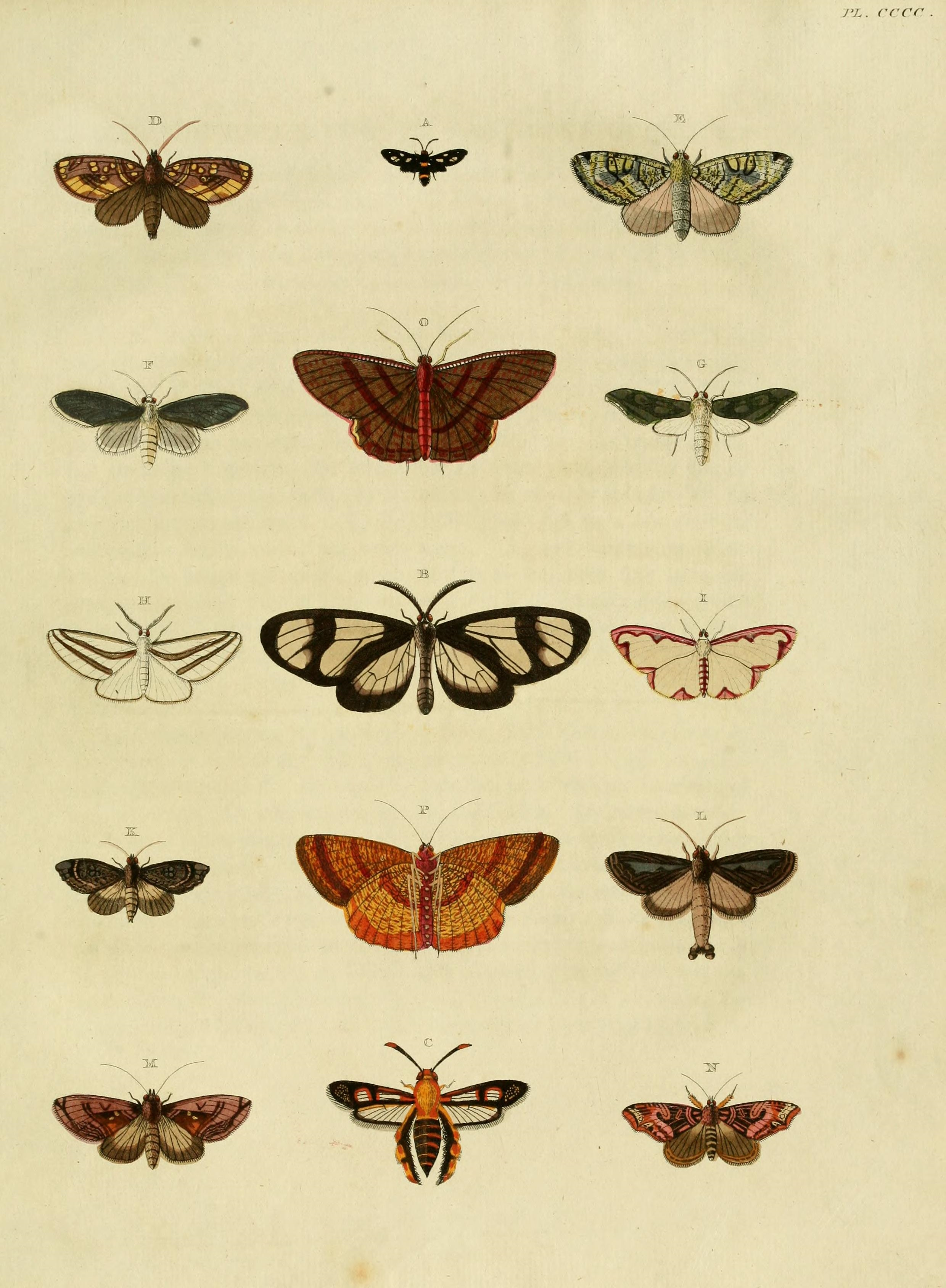
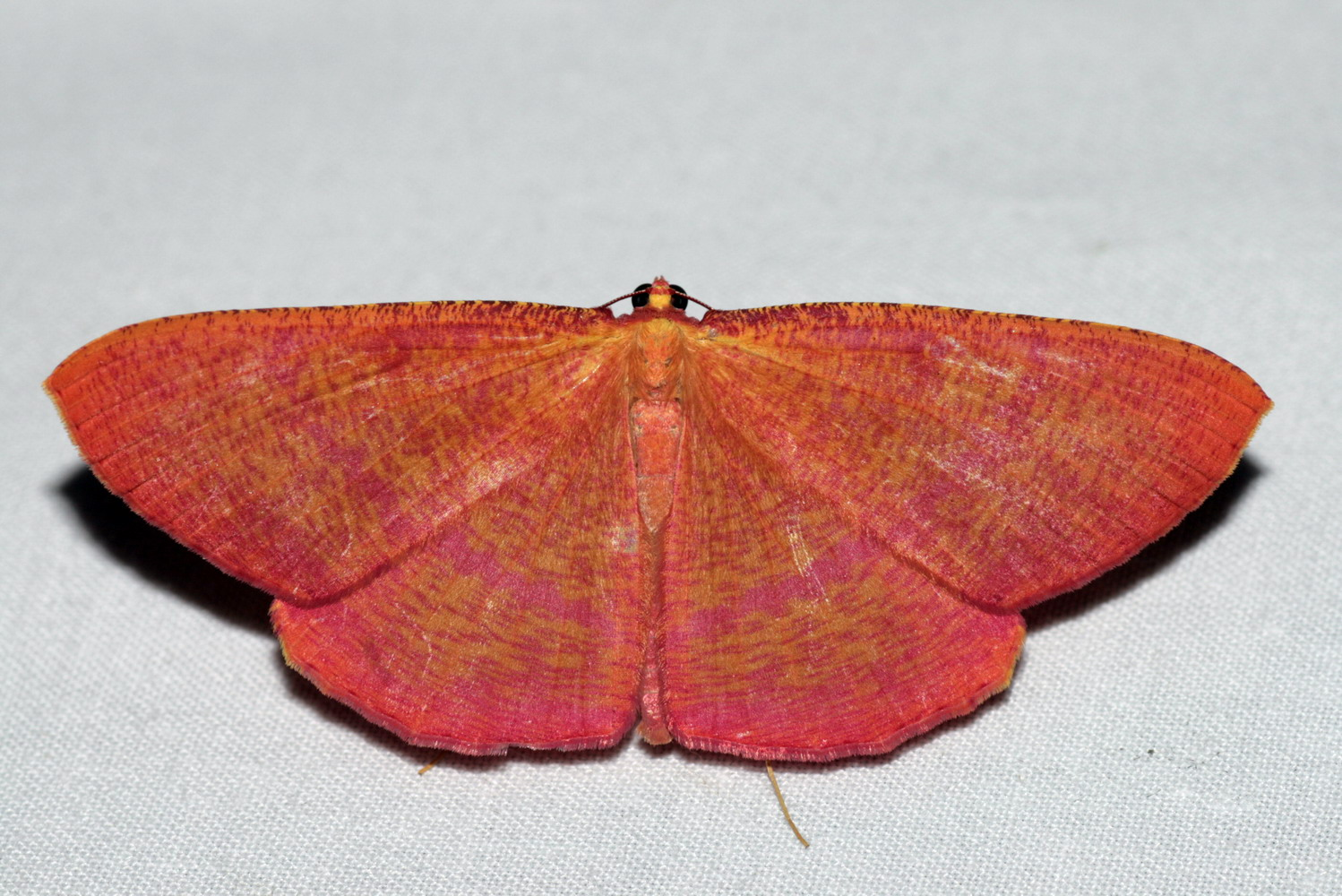

## Dottertaxa tillEumelea, i alfabetisk ordning[1]
- Eumelea algidaria
- Eumelea antipnoa
- Eumelea apicata
- Eumelea assamensis
- Eumelea atomata
- Eumelea attenuata
- Eumelea aureliata
- Eumelea aurigenaria
- Eumelea australiensis
- Eumelea biclarata
- Eumelea biflavata
- Eumelea cacuminis
- Eumelea choiseulensis
- Eumelea constricta
- Eumelea corpulenta
- Eumelea craspedias
- Eumelea cupreata
- Eumelea degener
- Eumelea ditona
- Eumelea duponchelii
- Eumelea enantia
- Eumelea feliciata
- Eumelea flavata
- Eumelea florinata
- Eumelea fulvida
- Eumelea fumicosta
- Eumelea genuina
- Eumelea gravidata
- Eumelea griseabasalis
- Eumelea incensa
- Eumelea infulata
- Eumelea insulata
- Eumelea isozyges
- Eumelea latiparies
- Eumelea lipara
- Eumelea ludovicata
- Eumelea lugens
- Eumelea luteata
- Eumelea marginata
- Eumelea multiplagiata
- Eumelea obesata
- Eumelea obliquifascia
- Eumelea olivacea
- Eumelea perclara
- Eumelea phoenissa
- Eumelea polymita
- Eumelea praeusta
- Eumelea punicearia
- Eumelea referta
- Eumelea rhodeogyna
- Eumelea rosalia
- Eumelea rosaliata
- Eumelea rosans
- Eumelea rosata
- Eumelea rubra
- Eumelea rubrifusa
- Eumelea salomonis
- Eumelea sangirensis
- Eumelea sanguinata
- Eumelea sanguinifusa
- Eumelea semirosea
- Eumelea smedleyi
- Eumelea stipata
- Eumelea umbrata
- Eumelea unilineata
- Eumelea unipuncta
- Eumelea vulgivaga
- Eumelea vulpenaria